# مک‌کورمک

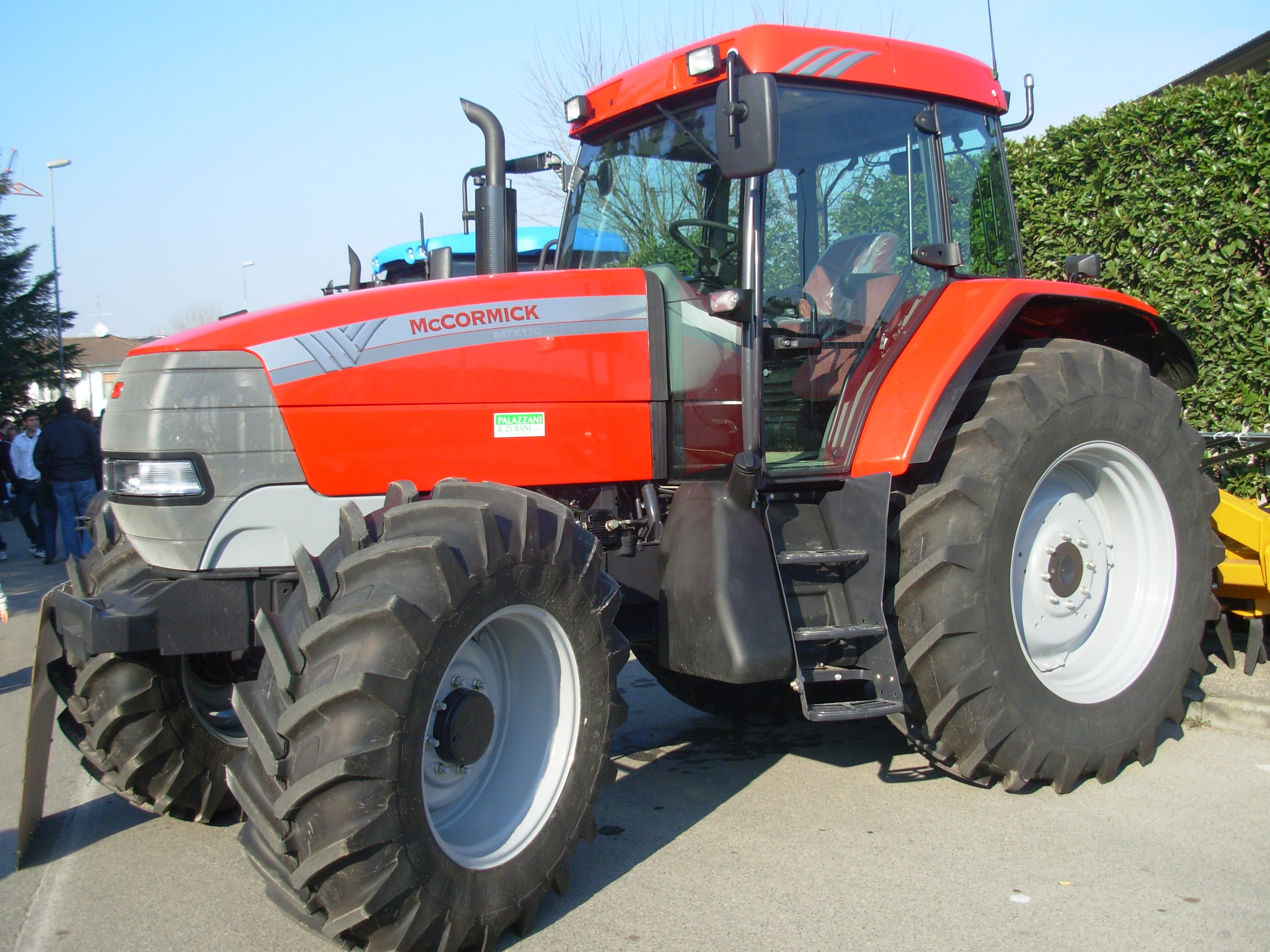
مک‌کورمک مدل MTX120

مک‌کورمِک یک شرکت تولیدکننده تراکتور در ایتالیا است.
این شرکت در سال ۲۰۰۰ هنگامی تشکیل شد که کیس آی‌ایچ دارایی‌های خود را برای کسب مجوز قانونی اتحادیه اروپا برای ادغام با نیو هلند سلب کرد. دارایی‌های اولیه مک‌کورمک کارخانه تولید تراکتور کیس آی‌ایچ در دانکستر انگلستان بود، بیشتر باقی‌مانده کیس و نیوهلند به سی‌ان‌ایچ بدل شد.